# Viktor Fajzoelin
Viktor Igorevitsj Fajzoelin (Russisch: Виктор Игоревич Файзулин) (Nachodka, 22 april 1986) is een Russisch voetballer die bij voorkeur als middenvelder speelt. Hij verruilde in 2008 Spartak Naltsjik voor Zenit Sint-Petersburg.

## Clubcarrière
Fajzoelin maakte zijn profdebuut in 2004 bij Okean Nachodka, de club waar hij doorstroomde vanuit de jeugdopleiding. In juli 2004 trok hij naar SKA-Energia Chabarovsk. Na 51 competitiewedstrijden, waarin hij 8 doelpunten scoorde, trok hij in januari 2007 naar Spartak Naltsjik. Na één jaar werd hij voor 2 miljoen euro verkocht aan Zenit Sint-Petersburg. Hij tekende een vijfjarig contract. In februari 2012 verlengde hij zijn contract tot 2016. Inmiddels speelde hij reeds meer dan 100 competitiewedstrijden voor Zenit.

## Interlandcarrière
Fajzoelin debuteerde voor Rusland op 15 augustus 2012 in de vriendschappelijke wedstrijd tegen Ivoorkust, net als Arseniy Logashov en Georgi Sjtsjennikov. Op 7 september 2012, zijn tweede interland, scoorde hij zijn eerste doelpunt in een WK-kwalificatiewedstrijd tegen Noord-Ierland. Vier dagen later scoorde hij opnieuw, tegen Israël.

## Erelijst
FK Zenit Sint-Petersburg
- UEFA Super Cup

2008
1 Vasjoetin ·
2 Tsjistjakov ·
3 Santos  ·
4 Kroegovoj ·
5 Barrios ·
6 Fernandes ·
8 Wendel ·
10 Isidor ·
11 Claudinho ·
15 Karavajev ·
16 Adamov ·
17 Mostovoj ·
18 Kovalenko ·
19 Soetormin ·
21 Jerochin ·
25 Eraković ·
28 Alip ·
30 Cassierra ·
31 Mantuan ·
33 Sergejev ·
37 Queiroz ·
41 Kerzjakov ·
55 Rodrigão ·
77 Renan ·
79 Vasiljev ·
Coach: Semak
· Assistent-coach: Anjoekov
· Assistent-coach: Oliveira
· Assistent-coach: Simoetenkov
· Assistent-coach: Tymosjtsjoek
1 Akinfejev ·
2 Kozlov ·
3 Sjtsjennikov ·
4 Ignasjevitsj ·
5 Semjonov ·
6 Kanoennikov ·
7 Denisov ·
8 Gloesjakov ·
9 Kokorin ·
10 Dzagojev ·
11 Kerzjakov ·
12 Lodygin ·
13 Granat ·
14 Berezoetski  ·
15 Mogilevets ·
16 Ryzjikov ·
17 Sjatov ·
18 Zjirkov ·
19 Samedov ·
20 Fajzoelin ·
21 Ionov ·
22 Jesjtsjenko ·
23 Kombarov ·
Coach: Capello